# Beckiella capitulum
Beckiella capitulum är en kvalsterart som beskrevs av Balogh och Sandór Mahunka 1978. Beckiella capitulum ingår i släktet Beckiella och familjen Dampfiellidae. Inga underarter finns listade.